# Pénologie
La pénologie (du latin poena, « peine » et du grec logos signifiant « discours » ou « science ») est une sous-discipline de la criminologie qui étudie les pratiques pénales, c'est-à-dire les punitions infligées aux délinquants. C'est spécifiquement la science de la peine et du traitement pénal de la délinquance et des délinquants.
La pénologie ne s'arrête d'ailleurs pas à l'analyse des peines mais étudie aussi d'autres aspects tels les buts, les fonctions ou encore les régimes des peines. Elle inclut tous les travaux qui conçoivent la pénalité comme un phénomène social et qui tentent d'identifier les fonctions sociales de l'Institution pénale. Elle étudie aussi les méthodes utilisées pour réadapter les délinquants.
En ce sens, la pénologie est au carrefour des sciences humaines et sociales et du droit pénal.

## Peine
La peine peut être définie comme une souffrance imposée par l'autorité à titre de sanction de la violation des règles fondamentales de la vie en société.
La souffrance renvoie directement vers l'idée de vengeance et de châtiment : par l'acte délictueux commis, une souffrance a été infligée à la victime et dès lors son auteur doit en subir les conséquences par un principe de réciprocité (mais non forcément d'équivalence).
Le fait que cette souffrance soit imposée par l'autorité exclut le principe de vengeance privée. C'est le groupe social dans son ensemble qui délègue à d'autres autorités le pouvoir de punir ceux qui enfreignent les règles de vie en société.

### En Europe
Les châtiments sont édictés dans le Ius romain, repris en partie dans le droit des Barbares, tel le Bréviaire d'Alaric, mais ces codes barbares basés sur le droit personnel privilégient surtout la compensation (notamment le wergeld) à la peine, notion qui ne se développe que chez les Carolingiens qui tentent d'uniformiser le droit sur une base territoriale. La féodalité émiette cette justice publique qui est à nouveau réunie par les rois Capétiens.
Durant l'Ancien Régime, plusieurs types de peines étaient appliquées : peine légère, peine pécuniaire (touchant aux biens du condamné), peine afflictive et infamante (peine afflictive touchant l'intégrité ou la liberté du corps du criminel et peine infamante affligeant le condamné dans son honneur) et peine capitale.
En 1764 paraît l'ouvrage Des délits et des peines du juriste Cesare Beccaria en Italie. La portée du contenu de ce livre dépassera rapidement les frontières et sera traduit en plusieurs langues, en plein mouvement des Lumières, car il bouleverse la conception des peines infligées aux personnes. Cesare Beccaria établit les bases et les limites du droit de punir et recommande de proportionner la peine au délit et juge barbare la torture et la peine de mort. Il préconise en outre de séparer le pouvoir religieux du pouvoir judiciaire et de prévenir le crime plutôt que de le réprimer, amorçant ainsi le premier mouvement abolitionniste.

## Objectifs de la peine
Selon les conceptions, les politiques mais aussi les époques, les objectifs attribués à la peine au sens large du terme sont variables. Cela ne signifie cependant pas qu'ils s'excluent mutuellement, certains d'entre eux se chevauchent d'ailleurs.

### Vengeance
La vengeance consiste à faire payer l'auteur d'une infraction et à laver l'offense subie.
C'est le premier rôle qui a été attribué à la peine. L'essentiel des organisations sociales structurées, quel que soit leur degré d'évolution, confèrent à leur chef le droit de punir afin de faire régner l'ordre en son sein. Certaines espèces animales structurées en clans disposent d'ailleurs d'un système analogue où le chef a droit de punir les membres de sa tribu, via par exemple les châtiments corporels, la peine de mort ou le bannissement.
Historiquement, la peine en tant que vengeance exercée par l'autorité est dans la plupart des sociétés une règlementation progressive de la vengeance privée par laquelle l'offensé devenait créancier de son offenseur (et généralement de toute sa famille même). Dès 1750 avant Jésus Christ, on retrouve ainsi trace d'une première codification de la vengeance dans le Code de Hammurabi.

### Élimination
Certaines peines mais aussi certains mesures prises à l'égard des délinquants anormaux ou d'habitude ont pour objectif principal ou accessoire la protection de la société par l'élimination du délinquant. C'est le cas du bannissement ou de la peine d'emprisonnement par exemple.

### Expiation et amendement
Expiation et amendement partent d'une conception plus philosophique de la peine et trouvent leur origine dans le christianisme qui prône le rachat de ses fautes, voire la purification, par le châtiment infligé.
Il est alors attendu du condamné qu'il fasse amende honorable et expie ses pêchés en subissant sa peine, laquelle devrait donc être mise à profit pour une réflexion sur soi-même. À défaut, il convient de le redresser afin de lui faire perdre sa dangerosité, de le "normaliser" en le rendant plus obéissant aux lois, même s'il ne devient pas forcément un être meilleur.

### Intimidation et dissuasion
Cette fonction fait toujours l'objet de vifs débats en doctrine.
Il s'agit principalement d'une fonction de prévention générale et spéciale, avec la conception prédominante de l'homme en tant que calculateur dont les actions dépendent d'une calcul coût-bénéfice. Le but est de rendre le coût plus élevé que le bénéfice afin de dissuader le délinquant potentiel de passer à l'action.
La prévention générale concerne la société globale, intimidée à travers une peine affligée à un délinquant, tandis que la prévention spéciale concerne la peine infligée au délinquant lui-même (douleur et souffrance).

### Conciliation
C'est une discussion destinée à permettre un accord entre des parties ayant des intérêts opposés ou distincts et une procédure de règlement amiable des conflits notamment du travail.

## Modèles de Justice
La pénologie distingue traditionnellement trois grands modèles de Justice, lesquels renvoient vers divers types de sanction applicables : la justice punitive, la justice réhabilitative et la justice réparatrice (ou restaurative).

### Justice punitive
La justice punitive ou rétributive se centre sur le délit en lui-même, sur la transgression d’une norme sociale et vise à rétablir l’ordre par l’imposition d’une souffrance justement proportionnée. L'objectif de la peine sera la dissuasion du délinquant (spécifiquement, c'est-à-dire celui à qui est imposée la sanction, et généralement, c'est-à-dire la population dans son ensemble) et l'application d'une vengeance justement due.
La sanction type répondant à ce modèle est la peine d'emprisonnement.

### Justice réhabilitative
La justice réhabilitative se centre sur le délinquant en déterminant ses besoins afin de l’assister et de le traiter. Le délinquant est dans ce cas considéré comme un malade qu'il convient de guérir, d'assister afin de lui permettre d'adopter à l'avenir un comportement conforme aux attentes.
L'imposition d'une thérapie ou de suivre une formation répond généralement à cet objectif.

### Justice réparatrice
La justice réparatrice ou restaurative se centre sur le préjudice en essayant de le réparer et/ou de restaurer l’équilibre rompu entre les parties : la société, le délinquant et la victime.
L'objectif sera alors la restauration du lien entre les différentes parties impliquées afin de rétablir la paix dans la communauté.
La médiation auteur/victime est l'exemple type d'application d'un modèle de justice réparatrice.
Le cas le plus intéressant de justice réparatrice au niveau d'une société  est celui de l'Afrique du Sud et de la Commission de la vérité et de la réconciliation qui porte au maximum les deux concepts de restauration et de réparation.

## Types de sanctions
Alors que la pénologie est en elle-même une science récente, l'infliction de sanctions à la suite de la transgression des normes sociales remonte aux prémices même de l'humanité. Une évolution notable est cependant constatée au fil des siècles, la sanction évoluant progressivement d'un modèle strictement rétributif (loi du Talion par exemple : œil pour œil, dent pour dent) vers un modèle de justice restaurative.
Actuellement, dans les sociétés démocratiques, les principales sanctions suivantes sont susceptibles d'être infligées à tout contrevenant au droit pénal :
- la peine d'emprisonnement, considérée classiquement comme peine de référence depuis la révolution française qui a proclamé la liberté comme valeur fondamentale
- l'amende, appliquée pour des délits d'importance mineure mais qui peut aussi être combinée à une peine d'emprisonnement
- les sanctions communautaires qui consistent, avec l'accord du condamné, à faire travailler bénévolement ce dernier pour l'intérêt général
- les formations ou thérapies par lesquelles le condamné consent à se faire soigner via des programmes thérapeutiques ou à suivre des modules de formation visant à développer ses aptitudes (professionnelles ou humaines) dans divers domaines
- la médiation pénale qui vise à rétablir le dialogue entre le détenu et sa victime dans une optique réparatrice
- la surveillance électronique par laquelle le détenu est assigné à domicile mais bénéficie généralement de moments de liberté, le respect des périodes d'assignation étant contrôlé par des moyens électroniques (la plupart du temps par le port d'un bracelet électronique relié par onde radio à une centrale téléphonique installée chez le condamné et elle-même relié au centre de surveillance par le réseau téléphonique)

## Les peines et mesures alternatives
Depuis de nombreuses années, criminologues et spécialistes du droit pénal et de la pénologie sont à la recherche de solutions dites "alternatives" à la peine d'emprisonnement. Cette dernière a en effet montré ses limites depuis longtemps, n'ayant pour seule vraie utilité que d'exclure le délinquant de la société pour un terme défini, sans apporter de réelle plus-value une fois ce dernier libéré et étant même souvent considérée comme une réelle école du crime.
Certains modèles punitifs alternatifs sont ainsi développés. La probation, qui consiste à assortir le sursis prononcé à l'égard de certains sanctions de conditions particulières, est le premier modèle de ce type mis sur pied. Par après, d'autres alternatives viendront se greffer sur ce système ou seront développées parallèlement, c'est le cas des sanctions communautaires déjà évoquées plus haut.
Le caractère alternatif de ces mesures est cependant régulièrement contesté, d'aucuns doutant qu'il se substitue réellement à la peine d'emprisonnement en avançant qu'ils élargissent plutôt le champ de pénalité, ces mesures étant appliquées à des délinquants auparavant non sanctionnés. Ce phénomène est qualifié d'élargissement du filet pénal en criminologie ou de net widening.
Enfin, un courant de pensée propose l'Abolition des prisons selon le modèle de la réconciliation (par exemple Catherine Baker, ou Thierry Lodé) ou dans l'Endehors.